# Never Be the Same (Christopher Cross)
Never Be the Same is een nummer van de Amerikaanse zanger Christopher Cross uit 1980. Het is de derde single van zijn titelloze debuutalbum.
"Never Be the Same" is een ballad over een verloren liefde. Het nummer werd een hit in Amerika en bereikte de 15e positie in de Billboard Hot 100. Hoewel het nummer in Nederland geen hitlijsten bereikte, werd het er wel een kleine radiohit.

## Tracklijst
- 7

1. "Never Be the Same" - 4:08
2. "The Light is On" - 4:09